# 드래곤플라이 (2013년 영화)
드래곤플라이(Phoring, Dragonfly)는 인도에서 제작된 인드라닐 로이초우드리 감독의 2013년 드라마 영화이다. Chitrabeekshan Audio Visual PVT LTD에 의해 제작되었으며 126분 분량의 길이이다. 이 영화는 2012년 Prasad Labs 후반 작업 완성상을 받았다.